# Thymoites confraternus
Thymoites confraternus là một loài nhện trong họ Theridiidae.
Loài này thuộc chi Thymoites. Thymoites confraternus được Richard C. Banks miêu tả năm 1898.